# Maor Kandil
Maor Kandil (en hebreo: מאור קנדיל‎; Tel Aviv, 27 de noviembre de 1993) es un futbolista israelí que juega en la demarcación de defensa para el Bnei Yehuda Tel Aviv de la Liga Leumit.

## Selección nacional
Hizo su debut con la selección de fútbol de Israel el 14 de octubre de 2020 en un partido de la Liga de Naciones de la UEFA contra Eslovaquia que finalizó con un resultado de 2-3 a favor del combinado israelí tras los goles de Marek Hamšík y Róbert Mak para Eslovaquia, y un triplete de Eran Zahavi para Israel.

## Clubes
| Club                                    | País   | Año       | Partidos | Goles |
| --------------------------------------- | ------ | --------- | -------- | ----- |
| Maccabi Jaffa F. C. (cedido)            | Israel | 2013-2014 | 14       | 2     |
| Ironi Nir Ramat HaSharon F. C. (cedido) | Israel | 2014-2015 | 27       | 2     |
| Bnei Yehuda Tel Aviv                    | Israel | 2015-2018 | 76       | 3     |
| Maccabi Tel Aviv F. C.                  | Israel | 2018-2023 | 95       | 4     |
| Maccabi Haifa F. C.                     | Israel | 2023-2025 | 47       | 1     |
| Bnei Yehuda Tel Aviv                    | Israel | 2025-     |          |       |

## Palmarés

### Campeonatos nacionales
| Título                 | Club                   | País   | Año  |
| ---------------------- | ---------------------- | ------ | ---- |
| Copa de Israel         | Bnei Yehuda Tel Aviv   | Israel | 2017 |
| Copa Toto              | Maccabi Tel Aviv F. C. | Israel | 2018 |
| Liga Premier de Israel | Maccabi Tel Aviv F. C. | Israel | 2019 |
| Supercopa de Israel    | Maccabi Tel Aviv F. C. | Israel | 2019 |
| Liga Premier de Israel | Maccabi Tel Aviv F. C. | Israel | 2020 |
| Supercopa de Israel    | Maccabi Tel Aviv F. C. | Israel | 2020 |
| Copa Toto              | Maccabi Tel Aviv F. C. | Israel | 2020 |
| Copa de Israel         | Maccabi Tel Aviv F. C. | Israel | 2021 |
| Supercopa de Israel    | Maccabi Haifa F. C.    | Israel | 2023 |